# HSDPA
 (енгл. High-Speed Downlink Packet Access) је комуникациони протокол примењен у мобилним мрежама треће генерације као део HSPA (енгл. High-Speed Packet Access) фамилије комуникационих протокола који мрежама базираним на UMTS технологији омогућавају повећање брзине протока података и мрежних ресурса. Тренутне верзије HSDPA протокола подржавају брзине у даун-линку (енгл. down-link) до 1,8; 3,6; 7,2; и 14,4 мегабита у секунди. Будућа унапређења доступна су посредством HSPA+ технологије, која омогућава брзине до 42 мегабита у секунди у даун-линку.